# Conilhac-de-la-Montagne
Conilhac-de-la-Montagne korábbi község Franciaországban, Aude megyében. Lakosainak száma 67 fő (2018. január 1.). Conilhac-de-la-Montagne Alet-les-Bains, Antugnac, Bouriège, Roquetaillade és La Serpent községekkel határos.
2019. január 1-jén Roquetaillade korábbi községgel egyesült és az így létrejött Roquetaillade-et-Conilhac új község része lett.

## Népesség
A település népességének változása:
| Lakosok száma | 57   | 54   | 55   | 45   | 54   | 63   | 66   | 67   | 67   | 67   |
|               | 1968 | 1975 | 1982 | 1999 | 2006 | 2011 | 2013 | 2016 | 2017 | 2018 |